# Curse of Strahd
Curse of Strahd (también llamado La maldición de Strahd) es un libro de aventura para la 5.ª edición del juego de rol Dungeons & Dragons. Se publicó el 15 de marzo de 2016, y está basado en el módulo de Ravenloft, publicado en 1983.

## Contenido
Unos aventureros son misteriosamente arrastrados al reino de Barovia, rodeado por una mortífera niebla y gobernado por el mago vampiro Strahd von Zarovich. Esta aventura de terror gótico dirige a los jugadores en un viaje a través de Barovia que culmina con la caza de un vampiro en el Castillo Ravenloft. Con una baraja del tarokka, el amo del calabozo puede aleatorizar algunas partes de la aventura, como la identidad de algún aliado poderoso, el emplazamiento de objetos mágicos importantes en toda Barovia o la ubicación de Strahd en el Castillo Ravenloft. Este módulo de aventura está diseñado para de cuatro a seis personajes jugadores del nivel 1 al 10.

### Curse of Strahd: Renovada
Además de un libro de aventura de tapa blanda, la caja recopilatoria incluye lo siguiente:
- Folleto Creatures of Horror, en el que se describen nuevos monstruos.
- Folleto y baraja tarokka
- Pantalla del amo del calabozo temática
- Un mapa de tamaño póster de doble cara de Barovia y el Castillo Ravenloft
- 12 postales temáticas sobre las ubicaciones de la aventura.

## Historia de la publicación
Curse of Strahd fue escrita por Jeremy Crawford, Laura Hickman, Tracy Hickman, Adam Lee, Christopher Perkins, Richard Whitters, y publicada por Wizards of the Coast en 2016. Funciona como adaptación del módulo original de Ravenloft para la 5ª edición de Dungeons & Dragons. Charlie Hall, de Polygon, explicó lo siguiente: "En lugar de reinventar la rueda, Chris Perkins, el diseñador jefe, trajo a los autores del módulo original —el equipo de marido y mujer Tracy y Laura Hickman— para crear la mejor versión para el famoso módulo. [...] Tracy y Laura han sido anfitriones en su casa de sesiones casi anuales del Ravenloft original para amigos y parientes durante décadas. Cuando Perkins solicitó su participación, partieron para encontrarse con el equipo. El resultado fue un torrente de ideas para nuevas ubicaciones, personajes y encuentros". Durante el proceso del desarrollo, Perkins dijo: "Sin los Hickman, este proyecto hubiera muerto poco después de nacer" y que "los Hickman concebían a Strahd de manera diferente a como era descrito en la aventura del Ravenloft original. Su imagen no se ajustaba tanto al vampiro estilo Bela Legosi [sic]. Tracy encontró un viejo daguerrotipo [un antiguo tipo de fotografía capturada en una placa de cobre plateado] que representaba el aspecto de Strahd que ella tenía en mente, y usamos esa imagen como referencia para crearle una nueva apariencia al vampiro".

### Edición renovada

La edición renovada viene en una caja expositor con forma de ataúd

En julio de 2020, Wizards of the Coast anunció una nueva edición de Curse of Strahd, titulada Curse of Strahd: Renovada. Se lanzó el 20 de octubre de 2020. Este módulo se publicó por primera vez con el nuevo enfoque sobre diversidad e inclusión de la editorial. Wizards of the Coast expuso que "la aventura incluye las últimas fes de erratas y una descripción revisada de los vistani", basados en estereotipos sobre el pueblo gitano. Beadle & grimm, titulares de una licencia de Wizards of the Coast, lanzaron una tirada especial de edición limitada, la "Edición Legendaria", que incluía soportes físicos para uso del amo del calabozo, como folletos, mapas, atrezzo y cartas de encuentro.
En una entrevista con IGN, Chris Perkins, el diseñador narrativo jefe, dijo: "No elaboramos una gran cantidad de cajas recopilatorias. [...] Siempre he deseado que, en cierto momento, pudiéramos hacer una versión de la aventura conjunta que viniera con las cartas, y de ahí salió la idea de esta caja recopilatoria. Queríamos estar seguros de que, si Beadle & Grimm [empresa especializada en cajas de lujo de D&D como esta o esta otra] [sic], por ejemplo, estaban haciendo su propia versión, no acabaríamos copiando lo que iban a hacer ellos. Ellos tienden a sacarlas [...] a cientos de dólares. Así que era cuestión de rellenar el espacio intermedio entre lo que ellos hacen normalmente y lo que normalmente vendemos nosotros".

## Recepción
En la "Best-selling Books Week Ending" del 28 de marzo de 2016 de la Publishers Weekly, Curse of Strahd quedó en sexto puesto en la categoría de "ficción de tapa dura" (Hardcover Fiction). El libro fue bien acogido en general, y ganó los ENnie Awards en las categorías Best Adventure (mejor aventura) y Best Art/Cover (mejor portada ilustrada) y quedó segundo en Product of the Year (producto del año).
En 2016, Henry Glasheen, de la SLUG Magazine, destacó el legado del Castillo Ravenloft original y escribió: "Curse of Strahd continúa con este legado de manera admirable, profundizando en el pasado sangriento del Conde Strahd. Antes de que acceder al módulo en sí mismo, hay una sección entera dedicada a Strahd, a su personalidad y sus objetivos en la aventura. [...] De hecho, en realidad Strahd no tiene momentos preescritos en las etapas iniciales de la aventura — solo varias oportunidades para aparecer y poner a prueba la entereza del equipo. Siguiendo con la estructura lógica de la campaña original, Curse of Strahd encuentra además innumerables maneras de entrelazar los temas más importantes de la campaña con las misiones secundarias. Como siempre, hay una misión principal que hace que la acción avance, pero al equipo le surgen dilemas morales y éticos en cada punto del camino — y Strahd está siempre observando, esperando a ver qué miembros muestran un lado oscuro que él pueda utilizar para enfrentarlos con los demás".
Rory Bristol, de GeekDad, escribió: "Una advertencia razonable: el libro contiene mucha muerte, sangre y terror en general. Las descripciones y eventos pueden ser demasiado para niños jóvenes, así que cuidado con emprender esta aventura con los más pequeños. No obstante, para los grupos que dominan la emoción del terror y la intriga, este libro es 100% para su equipo. Leer The Curse of Strahd ha sido una apasionante visita a la torturada tierra de Barovia. Como sucede con muchas aventuras preescritas de D&D, ha sido un poco como leer un libro de "elige tu propia aventura" de principio a fin, más que seguir el rastro de migas de pan. [...] El juego es fácil e intuitivo, puesto que estás familiarizado con la aventura por adelantado. Si el amo del calabozo no se ha leído la aventura completa, prepárate para un equipo aburrido. Hay mucha intriga por la que abrirse paso a través de esta aventura".
En 2017, Cecilia D'Anastasio, de Kotaku, destacó la inclusión de personajes queer en Curse of Strahd y escribió: "lo que ha sido una dispersión de personajes queer a lo largo de los años se ha convertido en un principio rector en 2016 con Curse of Strahd, una aventura en la que los jugadores tienen que abatir al vampiro Conde Strahd. [...] Desde Curse of Strahd, cada aventura ha incluido uno o varios personajes queer, y Crawford ha asegurado a Kotaku que esto será una constante en los futuros módulos [...]. Insertar argumentos queer en D&D no es tan difícil. Una mención de pasada de una pareja homosexual puede ser suficiente para reafirmar que la sexualidad queer forma parte de manera natural del universo de D&D. Y, en lugar de depender de los estereotipos o fijar su sexualidad, los trasfondos que encarnan estos personajes los hacen personas, no iconos".

### Edición renovada
La nueva caja recopilatoria apareció en la "Gift Guide for the Dungeons & Dragons Fan" de The Mary Sue de 2020. Hoffer, de Comicbook, escribía: "mientras no haya suficiente material extra para justificar una segunda adquisición, Curse of Strahd Renovada es una caja recopilatoria para el amo del calabozo o grupo de jugadores que no haya viajado a Ravenloft todavía y quiera acometer la campaña con un lúgubre gesto triunfal. Indudablemente, la recopilación mejorará su experiencia con Curse of Strahd, y la caja en sí misma, en lo alto de la estantería del espacio D&D de su habitación, constituye por sí sola una pieza de exposición".
Julie Muncy, de Io9, consideraba los "cambios granulares" del pueblo vistani poco exhaustivos, y que "mientras haya una oportunidad real para hacer un trabajo mejor —el antes mencionado compromiso con la diversidad también incluye futuros trabajos en los que se retratará al pueblo vistani y apuntan a hacer descripciones más complejas— empezar la tarea con una edición de coleccionista se percibirá menos como una promesa de hacerlo mejor que como una celebración de victoria". Muncy señaló que la fe de erratas y la edición Renovada "pretenden deshacer algunos de los estereotipos dañinos del pueblo vistani, junto con una revisión del enfoque presente en el libro de la discapacidad de un personaje en concreto para evitar estereotipos capacitistas. [...] Aunque las modificaciones reparan aspectos como el estereotipo de los vistani como "incivilizados" y bebedores empedernidos, el módulo todavía les otorga habilidades como de maldecir e hipnotizar a los jugadores, o lanzar conjuros como el Mal de ojo, que, junto con una caracterización no revisada que evoca considerablemente la imagen estereotipada de los romaníes, cae en el tema recurrente que sugiere que los romaníes poseen poderes místicos, peligrosos, tropos que se han usado en el pasado para convertir en blanco de persecuciones a los romaníes".
Jon Ryan, para IGN, escribía: "las actualizaciones de la aventura misma consisten en enmiendas del libro publicadas con anterioridad, como pulidos de las opciones de personajes adicionales o correcciones de errores de impresión, pero las actualizaciones más notables se han dado en algunos objetos que se habían juzgado como desconsiderados u ofensivos en la publicación original [...]. Merece la pena tomar nota de que las ilustraciones de los vistani que aparecen en el libro todavía evocan la cultura romaní, y algunos jugadores todavía podrían asociar algunas habilidades (como la posibilidad de lanzar maldiciones o hipnotizar a los jugadores usando el 'Mal de Ojo') con estereotipos culturales anticuados".